# Ekenberg (adelsätt)
Ekenberg är namnet på en utslocknad svensk adelsätt. Den härstammade från Väse socken i Värmlands län, idag en del av Karlstads kommun. .  Adelskapet förvärvades av  Petrus Laurentii Vigelius (1603–1656,) som var prästson gtån Köping och jurist i Åbo, vid sin död häradshövding i Storsavolax härad, . Han adlades 1649 med namnet Ekenberg och introducerade 1650 på Riddarhuset med nummer 476. 
Släktens manliga medlemmar som upplevde yrkesaktiv ålder innehade officersbefatningar (som högst motsvarande major) i svenska armén. En person var advokat. 
Ätten utslocknade på svardsidan med ryttmästaren Julius Henrik Ekenberg (1716–1807) och på spinnsidan 1841 med en brorsdotter till denne. 